# Depot Crag
Der Depot Crag (polnisch Turnia nad Składem) ist ein kleiner Felsvorsprung auf King George Island im Archipel der Südlichen Shetlandinseln. Er ragt nördlich des Turret Point auf.
Der polnische Geologe Andrzej Paulo benannte ihn im Zuge einer von 1979 bis 1980 durchgeführten polnischen Antarktisexpedition, nachdem Wissenschaftler dieser Forschungsreise hier im Januar 1980 ein altes britisches Depot entdeckt hatten.